# Hydroxymethylpentylcyklohexenkarbaldehyd
Hydroxymethylpentylcyklohexenkarbaldehyd je aldehyd používaný jako složka vůní a parfémů, prodávaný pod obchodními názvy Lyral, Kovanol, Mugonal a Landolal. Je součástí některých mýdel, balzámů po holení a deodorantů.

## Výroba
Výroba této látky začíná u myrcenu, který v Dielsově–Alderově reakci reaguje s akroleinem, čímž se vytvoří cyklohexankarbaldehydová struktura, a poté se kysele katalyzovanou hydratací získá výsledný produkt.